# Hollenbach
Hollenbach là một đô thị ở huyện Aichach-Friedberg bang Bayern nước Đức. Đô thị Hollenbach có diện tích 26,12 km², dân số thời điểm ngày 31 tháng 12 năm 2006 là 2356 người. It has about 2400 inhabitants.

## Đô thị kết nghĩa
- Contest, Pháp, từ năm 1991